# Хліборобсько-освітній союз
«Хліборо́бсько-осві́тній сою́з» (ХОС) у Бразилії — товариство з осередком у Куритибі, що діє з 1938 року. Перейменований на «українське товариство Бразилії».

## Історія
Союз заснований як продовження Українського Союзу, заснованого з ініціативи Петра Карманського в 1922 році, що мав бути загальногромадянською, культурно-освітньою і господарською організаціею українців у Бразилії. Через розходження між Карманським і Василіянами, останні відійшли з Українського союзу (з ними і більшість організованих поселень), залишилися при ньому ліберальні елементи, скріплені в 1930-их роках прихильниками УАПЦ і націоналістами.
Український союз організував серед іншого видання газети «Український хлібороб» (1924), середню школу-колегію імені Петра Могили (1925—1929), кілька кооперативів. На початку націоналізації в Бразилії 1938 року Український союз змінив свій статут і назву на ХОС, обмежуючи діяльність господарств допомогою й освітою українських поселенців.  
За другої світової війни припинив і цю діяльність, відновивши її 1948 року. У 1970-их роках ХОС охоплював близько 15 українських поселень і міських осередків у Парані, пресовий орган «Хлібороб». При ХОС існує в Куритибі на окремому статуті Українсько-бразильський клуб, який веде культурно-освітню й інформативну працю. 
Видатніші діячі Українського Союзу і ХОС: Петро Карманський (до 1928), Петро Мазуришин, В. Куц, С. Кобилянський, І. Горачук, С. Плахтин, Б. О. Боженко.